# (12912) Streator
(12912) Streator (1998 SR60) – planetoida z pasa głównego asteroid okrążająca Słońce w ciągu 5,65 lat w średniej odległości 3,17 j.a. Odkryta 17 września 1998 roku.